# Sauchay
Sauchay é uma comuna francesa na região administrativa da Normandia, no departamento de Sena Marítimo. Estende-se por uma área de 5,75 km². Em 2010 a comuna tinha 422 habitantes (densidade: 73,4 hab./km²).